# Теорема Стилтьеса
Теорема Стилтьеса — теорема о свойствах нормальных семейств голоморфных функций одного или многих комплексных переменных. Названа в честь Томаса Стилтьеса.

## Формулировка
Пусть {\displaystyle F} — последовательность голоморфных функций; {\displaystyle D} — область нормальности первого (второго) рода семейства, образованного из функций семейства {\displaystyle F}. Тогда, если в области {\displaystyle D} существует точка {\displaystyle M_{0}}, в окрестности которой последовательность {\displaystyle F} сходится, то область {\displaystyle D} совпадает с областью равномерной сходимости первого (второго) рода последовательности {\displaystyle F}.

## Доказательство
Доказательство аналогично случаю одного комплексного переменного.

## Пояснения
Область {\displaystyle D} над пространством {\displaystyle P^{n}} называется областью нормальности первого (второго) рода, если:
1. Существует множество функций {\displaystyle F}, голоморфных в области {\displaystyle D} и составляющих в этой области нормальное семейство первого (второго) рода.
2. Не существует области {\displaystyle {\tilde {D}}>D}, обладающей по отношению к множеству {\displaystyle F} свойством, указанным в пункте 1.